# Спрага (фільм, 1959)
«Спрага» (рос. «Жажда») — український радянський чорно-білий художній фільм. Знятий в 1959 році режисером Євгеном Ташковим. Сюжет фільму заснований на реальних подіях, учасником яких був сценарист Григорій Поженян.

## Сюжет
Під час радянсько-німецької війни ворог захопив насосну станцію, з якої йде постачання питної води міста Одеса, через що в місті виникла гостра нестача води. Станція знаходиться в Біляєвці, за 40 км від Одеси. Вирішено захопити станцію і дати місту воду…

## У ролях
- В'ячеслав Тихонов — Олег Безбородько, лейтенант
- Валентина Хмара — Маша
- Юрій Бєлов — Вася Патефон (Рогозін)
- А. Доценко — Микита Нечіпайло
- Володимир Іванов — Твердохлебов
- Микола Тимофєєв — Нікітін
- Борис Бітюков — Алексєєнко
- Борис Годунцов — Угольок
- Василь Векшин — Калина
- Муллаян Суяргулов — Мамед
- Олег Голубицький — Лемке

## Знімальна група
- Автор сценарію: Григорій Поженян
- Режисер-постановник: Євген Ташков
- Оператор-постановник: Петро Тодоровський
- Художники: Анатолій Овсянкін, Муза Панаєва
- Режисер: Н. Савва
- Композитор: Андрій Ешпай
- Звукооператор: Едуард Гончаренко
- Редактор: В. Бондаренко
- Гример: С. Михліна
- Монтаж: Т. Дон
- Оркестр Одеської державної філармонії, диригент — Євген Дущенко
- Головний консультант: генерал-лейтенант Микола Осликовський, консультант: полковник А. Грачов
- Директор картини: Серафима Беніова

## Музика
- У фільмі використана музика Ф. Шопена і П. Чайковського.
- Валентина Дворянінова для фільму «Спрага» виконала пісню «Два берега» («Ночь была с ливнями…»). Пісня здобула популярність у Радянському Союзі, і її включили у свій репертуар такі співачки як Майя Кристалінська та Гелена Веліканова.